# 負利率政策

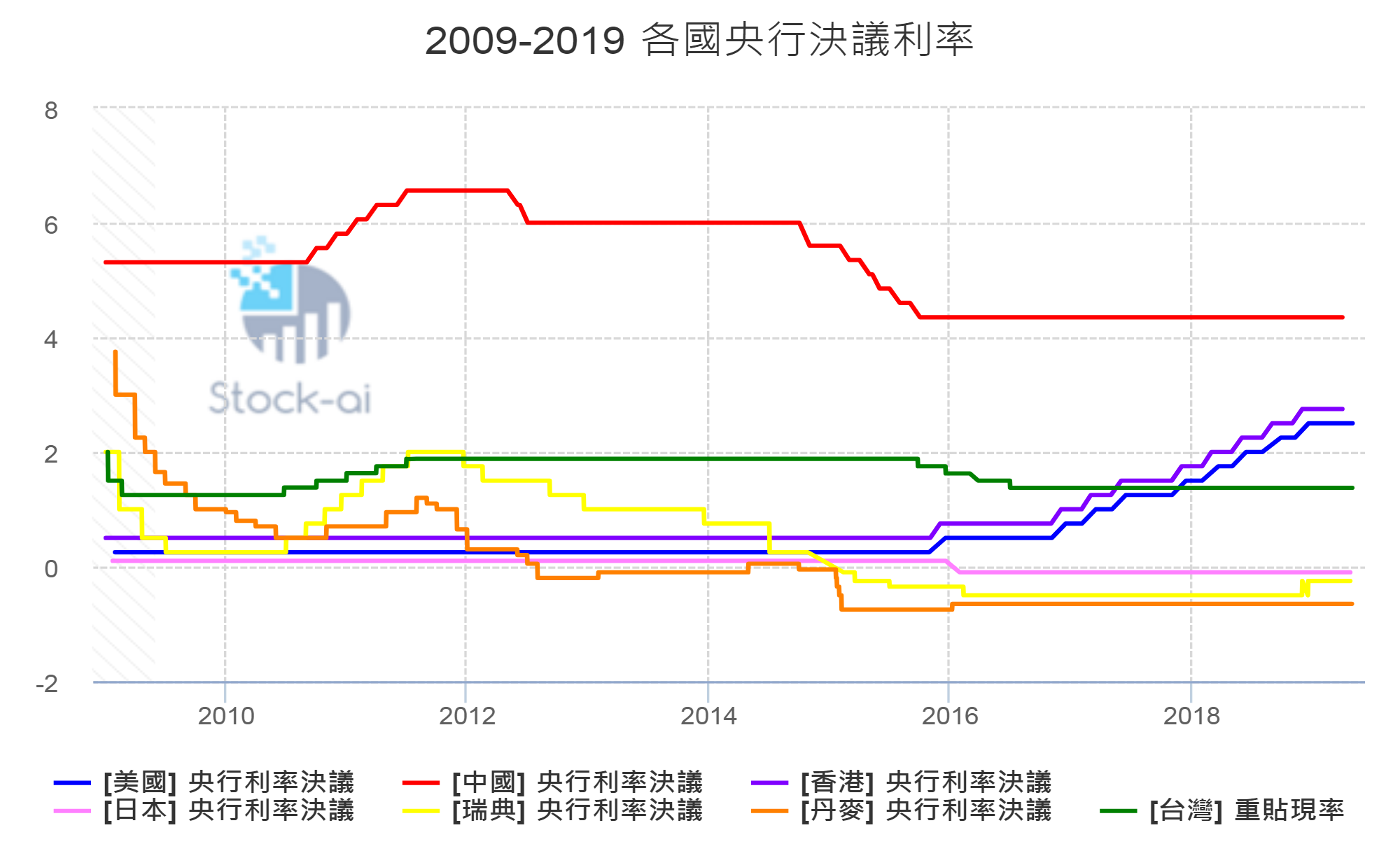
2009年至2019年各國央行重貼現率的變化，其中日本、丹麥及瑞典實施負利率政策，利率低於0。

負利率政策（英語：Negative Interest on Excess Reserves）是一種政府要求中央銀行對超額準備金收取利息的政策，是政府管理金融市場的非常規貨幣政策手段之一。利率降低時，銀行存有資金成本增加，負利率政策會鼓勵商業銀行提出放在央行的超額準備金，從而鼓勵銀行向民間發出貸款，負利率政策通常是央行對龜速經濟成長、通貨緊縮或去槓桿化等之回應。
而儘管直覺而言，在負利率的時代，銀行也會轉嫁負利率到存戶身上，使存戶存在銀行的存款也要向銀行支付「保管費」，但實務上，銀行並不會將負利率的負擔直接轉嫁給零售存款的利率，至多降至零利率為止。倘若銀行對普通儲蓄者開始採用負利率政策，不但有機會降低民眾未來存款意願，更有可能衍生出擠兌事件，使銀行立刻面臨經營危機。換言之，負利率只會出現在央行之決議利率裡，不會出現在銀行對散戶公布的儲蓄利率中。負利率政策和負實質利率是不同概念，前者是中央銀行的政策手段，後者是指由於市場上利率過低，造成儲蓄者獲得的利息跑不贏通貨膨脹，購買力進而縮小的情況。

## 發展背景

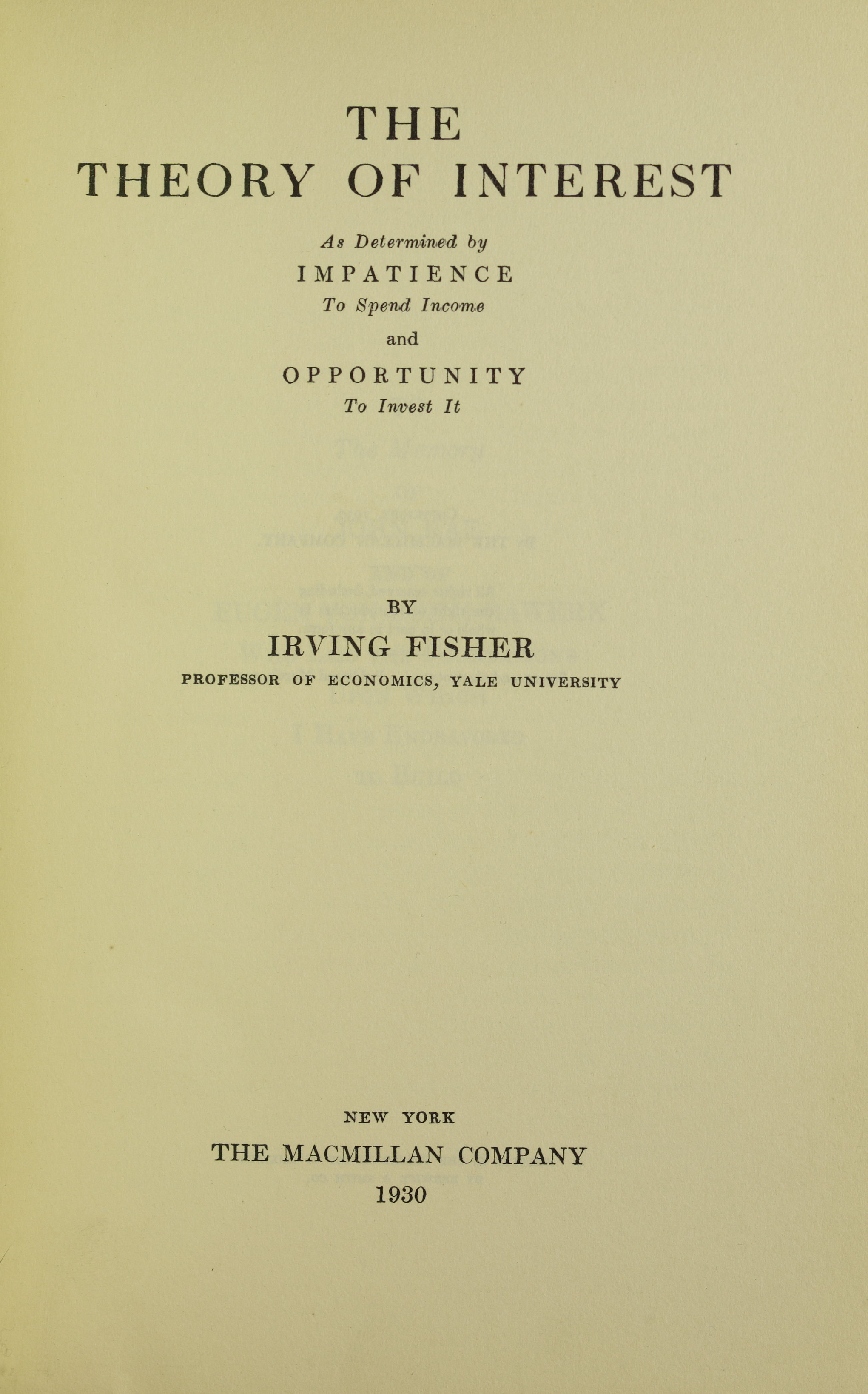
1930年費雪出版的《利息理論》

1930年，經濟學家費雪曾指出，若銀行持有民眾的資金時沒有任何儲存成本，且花現金買商品沒有任何額外花費，則該名目利率應為正。反之，如果持有現金有儲存成本，例如將現金放在銀行保險箱要交保管費用，則此時存款在銀行不但無法獲得收益，還須付保管費；存在銀行中的資產會隨時間減少，利率就可稱為「負」。在經濟衰退的時候，央行通常會以降低利率來刺激經濟增長。但是直到20世紀後期為止，一般都認為利率不可能會低於零。因為傳統觀念認為一旦發生負利率，商業銀行為避免為存款付出「保管費」，就會馬上從央行提出所有準備金，利率失去意義。
惟21世紀之後，歐洲、日本等經濟體由於通貨緊縮問題日益嚴重，傳統貨幣政策已無法改善經濟狀況，再加上貨幣升值對於出口不利的隱憂，負利率政策逐漸成為這些政府促進經濟的手段。其背後的邏輯為：在經濟低迷的環境下，銀行可能會有存準備金於央行或是以低利率貸出兩種選擇，此時如果央行對存款實施負利率，則銀行就會失去在央行存錢的動機，傾向將貸款貸給民間，如此民間產能就能增加，還有機會解決國內的可能的通貨緊縮壓力。有認為負利率政策也可解決利率為零的流動性陷阱。負利率政策和傳統寬鬆貨幣政策的概念不同，後者是降低利率以提升總合需求，但負利率是央行政策下的產物，其政策主軸是要求銀行調整自身的資產負債表，變相「懲罰」銀行儲存過多的準備在央行，以促進多進行放款、提升長期投資，刺激經濟。

## 實施現況
一般來說，先進國家通常將適當的通貨膨脹率訂為2%；當物價上漲率高於2%，則央行可能考慮緩步升息；而低於此比率，央行可能考慮不升息或降息，而「持續」低於此比率一般為通貨緊縮。通貨緊縮對經濟發展不利，故負利率就成為了各國央行貨幣政策的選擇之一。舉例來說，2014年，因為歐元升值導致貨品進口價格下跌，並進一步帶動民生物資便宜化，當時，德國和法國的通貨膨脹率低於1%、西班牙和葡萄牙等南歐國家也陷入通貨緊縮，歐洲央行便決議開始實施負利率，希望可以壓低歐元匯率，刺激金融機構發放信貸。而在通貨膨脹率時常為負的日本，民眾容易懷抱「明天更便宜，明天再買」的心理，使景氣惡化，故當時的安倍晉三政府也在2016年時開始實施負利率，該政策一直持續至2024年3月。歐元區和日本以外的丹麥、瑞士與瑞典等實施負利率的原因則被為與穩定匯率、避免貨幣升值有關。
以下為截至2019年6月4日為止的各國利率情況：
在某些經濟體中，

## 負面評價

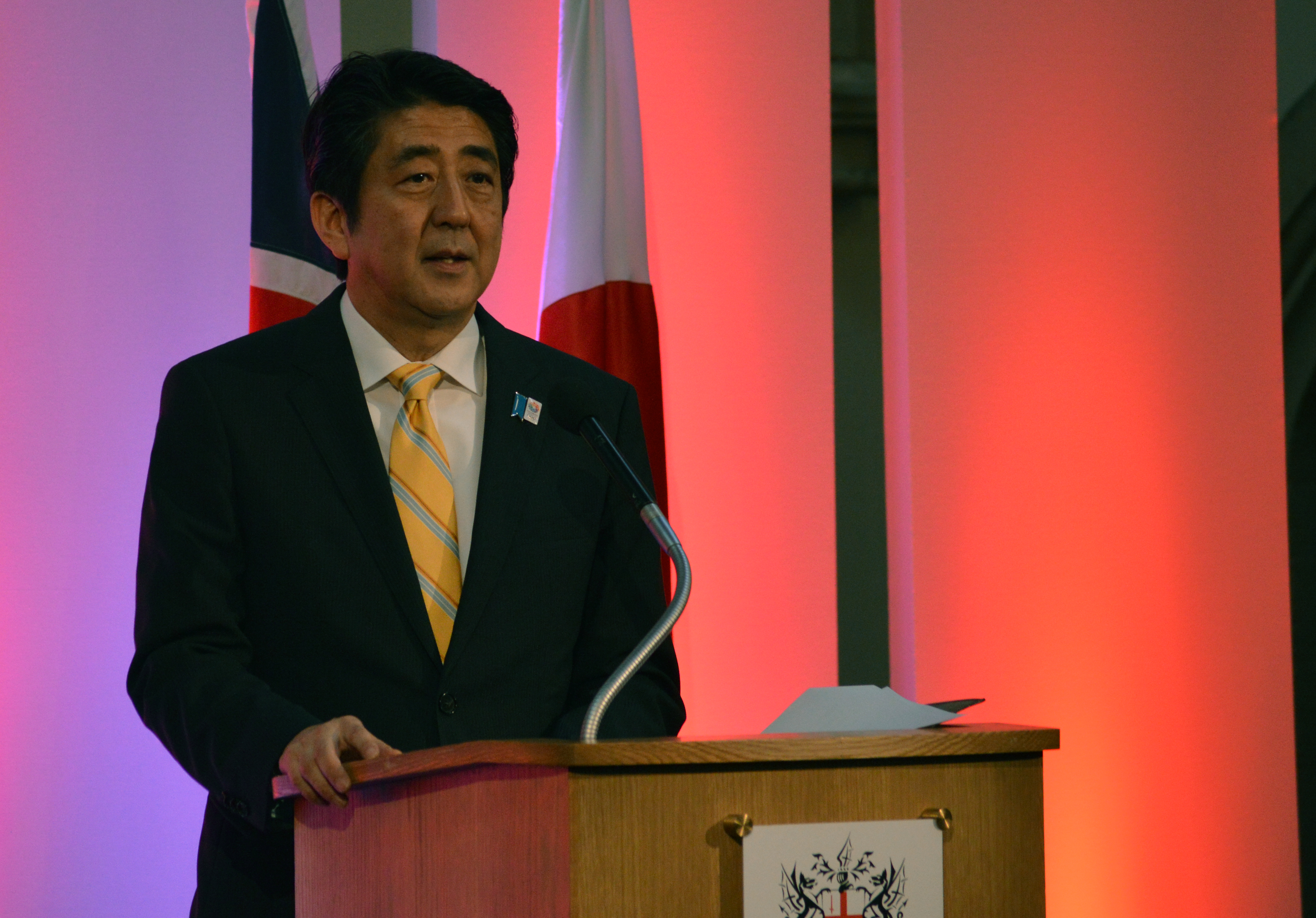
時任日本首相安倍晉三2013年於英國倫敦發表關於「安倍經濟學」的演講

雖然，負利率可以提升股票和債券的價格，但卻也會拉低投資者的預期報酬率。國內債券市場殖利率降低後，如若國內資本轉向國外固定收益資產，也可能擴散負利率的影響，接著壓低周遭國家的公債殖利率；此外，國內利率降低，也易使國際資金傾向撤出本國，導致本國匯率貶值，導致不利進口。此外，在較大範圍的公共政策方面，負利率政策的實施效果也可能影響到既有的銀行體系。以台灣為例，該地政府官員就曾指出其貨幣政策傳遞機制主要靠銀行體系，而低利率政策可能衝擊到既有銀行體系，使未來央行貨幣政策傳遞效果影響減低。此外，也有政府機構指出，負殖利率債券規模增加也有可能改變傳統儲蓄與投資銀行、不利有效需求增加。
學界方面則有學者認為，如果經濟體的利率很低就可能掉進凱因斯的「流動性陷阱」，此時貨幣政策失效、經濟低迷，可能使利率無法達成刺激投資、帶動消費效果；另外，商業銀行不放款的原因也有可能是當時貸出資金風險太高，並不一定是囤積貨幣以備投機炒作，負利率政策將商業銀行的準備金趕出央行，商業銀行無法把這些成本直接轉嫁給存款戶，可能會驅使銀行調降貸款標準、貸放風險較高的貸款，或選擇貸款給投機者從事炒作，危害金融體系的穩健性；此外，壽險業和退休基金原本發行的高利率產品，也可能因為負利率的環境而造成營運虧損。事實上，擴大資金之方式有不只負利率一種，金融機構也有許多與非負利率相關之對策可用，負利率不一定在每個情況下都能成功有效地強迫金融機構多做很多放款和投資。此外，也有研究指出，日本較長天期利率降至極低水準或負值時，家計單位基於預期心理，導致總消費反而減少，而利率偏低同時也衝擊仰賴固定收益的民眾，而這現象也發生在歐元區。

### 期刊論文
- 沈中華. . 兩岸金融季刊. 2016, 4 (3): 91-107 （中文（臺灣））.
- 陳博志. . 臺灣經濟研究月刊. 2016, 39 (4): 10-12 （中文（臺灣））.
- 李沃牆. . 會計研究月刊. 2016, (365): 26-30. doi:10.6650/ARM.2016.365.26 （中文（臺灣））.

### 文獻清單
1. 1 2 3  沈中華 2016，第93頁.
2. 1 2   (PDF). World Bank. worldbank.org. June 2015  [2016-02-05]. （原始内容存档 (PDF)于2019-05-28）.
3. 1 2  沈中華 2016，第94頁.
4. ↑  Roubini, Nouriel. . Time Magazine. time.com. 2016-01-14  [2016-02-05]. （原始内容存档于2016-02-06）.
5. ↑  Dent Jr., Harry. . Economy & Markets. economyandmarkets.com. 2016-02-05  [2016-02-09]. （原始内容存档于2016-02-09）.
6. 1 2 3 4 5  沈中華 2016，第92頁.
7. 1 2  Linnemann Bech, Morten; Malkhozov, Aytek. . BIS Quarterly Review. 2016-03-06  [2017-01-27]. （原始内容存档于2017-02-02）.
8. ↑  Wessel, David; Olsen, Peter. . Brookings Institution. 2016-04-11  [2017-01-27]. （原始内容存档于2017-02-02）.
9. ↑  童倩. . BBC中文. 2016-01-29  [2019-05-28]. （原始内容存档于2019-05-28）.
10. ↑  . 证券时报官方网站-中国资本市场信息披露平台. 2024-03-19  [2024-03-19]. （原始内容存档于2024-03-19） （中文）.
11. ↑  潘姿羽. . 中央社. 2020-05-13  [2020-06-08]. （原始内容存档于2020-05-28）.
12. 1 2  陳美君. . 經濟日報. 2020-06-07  [2020-06-08]. （原始内容存档于2020-10-01）.
13. ↑  李沃牆 2016，第28頁.
14. ↑  沈中華 2016，第105頁.
15. ↑  陳博志 2016，第12頁.